# Свиридов, Олег Александрович
Олег Александрович Свиридов (15 января 1954, Ижевск— 3 августа 2018, Москва) — ректор ФБГОУ ВПО «Оренбургский государственный институт менеджмента». Доктор экономических наук, профессор.

## Биография
Родился 15 января 1954 года в г. Ижевске Удмуртской АССР в семье служащих. По образованию — учитель биологии и химии. Кандидат педагогических наук, доктор экономических наук, профессор кафедры общего менеджмента Оренбургского государственного института менеджмента.
38 лет Свиридов посвятил делу воспитания и обучения подрастающего поколения. Сразу после окончания педагогического института с 1976 по 1978 гг. работал директором Булатовской средней школы Абдулинского района Оренбургской области. В августе 1978 года перешёл на работу в оренбургскую среднюю школу № 10 заместителем директора по воспитательной работе. С 1979 года активно занимался научной деятельностью в НИИ общих проблем воспитания АПН СССР. В фокусе его исследований были неформальные молодёжные объединения Москвы и Ленинграда. Одновременно Свиридов работал лектором международником от ЦК ВЛКСМ и заместителем директора средней общеобразовательной школы Совета экономической взаимопомощи (СЭВ). В этот период Свиридов О. А. по заданиям ЦК ВЛКСМ объезжает 20 территорий Советского Союза, решая на местах различные проблемы воспитательной работы с молодёжью.
В 1982 году защитил диссертацию по теме «Профилактика правонарушений учащихся в ученическом коллективе общеобразовательной школы», написанную под руководством тогда заместителя министра просвещения СССР профессора В. М. Коротова (в дальнейшем академиком АПН СССР и директором НИИ общих проблем воспитания). В своей работе Свиридов О. А. впервые дал чёткое определение понятия процесса перевоспитания, расписав его механизм, а также разработал специальные ключи для действий педагогов в различных ситуациях работы с так называемыми трудными подростками.
В 1982 году Свиридов О. А. начал работу ассистентом на кафедре педагогики Оренбургского государственного педагогического института. В 1983 году он создаёт студенческую научно-исследовательскую лабораторию по групповым и массовым формам работы с молодёжью и затем организует первый в стране общественно-политический клуб «Планета», положивший начало Всесоюзному движению общественно-политических клубов учащейся и рабочей молодежи. В начале 90-годов Свиридов О. А. разработал уникальную систему общественно-политического просвещения молодежи и апробировал её на практике. В работе клуба принимали участие студенты и старшеклассники г. Оренбурга. Разработанная Свиридовым О. А. форма политической и пропагандистской работы с молодёжью в 1985 году рекомендуется Министерством просвещения СССР для внедрения повсеместно. Политклуб «Планета» стал организатором пяти Всесоюзных слетов общественно-политических движений учащейся молодежи в городах Москва, Оренбург, Хабаровск, Тамбов, Ижевск. В течение 1984—1990 гг. Политклуб «Планета» за время своего существования провёл более 20 пропагандистских походов, распространял опыт в 27 регионах СССР, стал участником проведения Всемирного фестиваля молодёжи и студентов в 1985 г. Свиридов О. А. работал консультантом двух съездов ВЛКСМ. С 1984 по 1990 гг. являлся членом обкома ВЛКСМ.
В условиях радикальной смены социально-экономического уклада в январе 1991 года организовал и стал первым президентом Международного фонда развития детского предпринимательства и возрождения народных ремесел «Дети и бизнес», а в январе 1991 года возглавил Ассоциацию руководителей предприятий Оренбургской области. В 90-е годы осуществлял функции советника по социальным вопросам Общественно-политической палаты при Президенте Российской Федерации.
В 1991 г. в Оренбурге Свиридов О. А. создаёт совершенно новое и уникальное в своём роде учебное заведение — Межрегиональный институт менеджмента в настоящее время ФБГУО ВПО «Оренбургский государственный институт менеджмент». Одной из основных задач создания вуза является возникшая необходимость в удовлетворении потребности общества и государства в квалифицированных специалистах, а именно потребность в кадрах-управленцах. С первых лет существования вуза приоритетным направлением в научной деятельности Свиридова О. А. и возглавляемого им коллектива становится разработка новых подходов к управленческому образованию, социальной и профессиональной адаптации студентов из числа сирот, инвалидов, а также семей беженцев и вынужденных переселенцев. Свиридов О. А. становится одним из экспертов в области миграционной политики и вуз исполняет заказы семи, существовавших в то время в Правительстве РФ министерств. Свиридов О. А. в рамках вуза создаёт научно-исследовательскую лабораторию социальной и профессиональной адаптации учащихся по данному направлению. Его инициативы находят активную поддержку со стороны В. С. Черномырдина, и в 1995 г. за его подписью выходит первое распоряжение правительства 1506-р по реорганизации Межрегионального института менеджмента.
В 1997 году институт становится единственным в области центром по реализации Президентской программы подготовки управленческих кадров для организации народного хозяйства РФ. С 1997 г. Свиридов О. А. — член экспертного совета Комиссии по подготовке управленческих кадров для организаций народного хозяйства и принимает участие в отборе российских вузов для подготовки специалистов в рамках Президентской программы. В рамках деятельности экспертного совета Свиридов О. А. является автором концепции и инициатором создания образовательных консорциумов для осуществления программы в регионах. В составе аккредитационной комиссии проводил экспертизу Программы подготовки управленческих кадров в 14 регионах Российской Федерации, прежде всего на Кавказе и дальнем Востоке.
В 1999 г. при содействии В. В. Путина, тогда Председателя правительства Российской Федерации, выходит распоряжение о реорганизации Межрегионального института менеджмента в Оренбургский государственный институт менеджмента. С 2000 г. Свиридов О. А. занимает должность ректора ФБГОУ ВПО «Оренбургский государственный институт менеджмента».
С 2001 по 2011 г. участвует в постоянном российско-немецком симпозиуме по проблемам этического образования и воспитания. Под его руководством совместно с Аугсбургским университетом выходят сборники научных трудов по этике преподавателей обоих образовательных учреждений на двух языках. За эту просветительскую деятельность Свиридов О. А. награждён грамотами и благодарностями послов Германии и Швейцарии в России. Одним из значительных научных и образовательных проектов Свиридова О. А. становится ежегодный форум «Россия: трансформирующееся общество. Экономика, культура, менеджмент», в рамках которого на базе ОГИМ на дискуссионных площадках собирались эксперты и учёные России, Германии, Швейцарии, Франции, Израиля. За эти годы Свиридов О. А. организовывал и участвовал в совместных образовательных мероприятиях на базе более тридцати университетов Австрии, Великобритании, Германии, Израиля, Италии, Нидерландов, Словении, США, Франции, Хорватии.
С 2005 года при непосредственной поддержке Минобрнауки РФ и Россотрдничества в ОГИМ начинают реализовываться программы экспорта образовательных услуг сначала для студентов из ближнего зарубежья, а затем дальнего. Свиридов занимается разработками по проблемам подготовки иностранных специалистов из развивающихся стран. Он убеждает, что на границе с Южной Азией нужен сильный университет, который сможет готовить специалистов из стран, входящих в такие межгосударственные объединения, как СНГ, ЕврАзЭС, ШОС, БРИКС, а также на те страны, с которыми у России заключены двусторонние соглашения о сотрудничестве в области образования, дружественных России, создающих с нашими предпринимателями совместные предприятия, развивающие торговые связи, совместные коммуникации в области «IT-технологий».
Оренбургский государственный институт менеджмента вошёл в состав УШОС в 2010 году на Саммите университетов Шанхайской организации сотрудничества в г. Новосибирске по направлению IT-технологии.
В мае 2011 года в г. Ханое между российской и вьетнамской был подписан Меморандум об участии в проведении пилотной апробации создания Вьетнамо-Российского технологического университета между Техническим университетом им. ЛеКуи Дона и высшими учебными заведениями Российской Федерации. Среди пяти университетов участников стал Оренбургский государственный институт менеджмента.
В 2007 году при ГОУВПО «Марийский государственный технический университет», г. Йошкар-Ола успешно защищает диссертацию на соискание ученой степени доктора экономических наук по теме: «Теория и методология функционирования образовательных систем».
С 2007 по 2010 год являлся членом Экономического совета Рособразования.
В апреле 2014 года освобождён от должности ректора ОГИМ в связи с уголовным делом. Обвинён в совершении трех эпизодов присвоения вверенных ему денег с использованием служебного положения в особо крупном размере на общую сумму около 8 миллионов рублей. В 2016 году приговорен к 2 годам и 10 месяцам лишения свободы и штрафу.
Умер 3 августа 2018 года в Москве (в больнице), похоронен в Оренбурге.

## Научная деятельность
В сфере науки Свиридов О. А. являлся экспертом в области кризисов сложных социально-экономических систем, экономики и управления образовательными системами, взаимодействия информационных полей, термодинамики социальных процессов.
Автор более 50 научных и учебно-методических трудов по социальным, педагогическим и экономическим проблемам, в числе которых монографии: «Основные тенденции развития российского образования как следствие реформ в 90-х гг. XX века» (2004 г.), «Разработка технологий управления человеческими ресурсами с учётом социально-экономического развития региона» (2004 г.), «Методологические основы экономики образования» (2006 г.), «Теория и методология функционирования образовательных систем» (2010 г.). Свиридов О. А. является лауреатом государственной премии Оренбургской области за разработки в данном направлении. Им разработаны основные принципы эволюции образовательных систем, обоснована концепция влияния энтропии в развитии кризисов образовательных и других социально-экономических систем, введены понятия точек кризисов СЭС, уточнено понятие сложных систем. В 2007—2011 годах Свиридов О. А. создаёт свою научную группу из студентов и аспирантов вуза по исполнению ряда государственных контрактов по проблемам экономических кризисов в социально-экономических системах, разработке системы региональных экономических индикаторов и одновременно по проблемам экспорта образовательных услуг.

## Награды
- Медаль Ордена «За заслуги перед Отечеством» II степени (Указ Президента Российской Федерации от 04 июня 2008 года).
- Знак «Почётный работник Высшего профессионального образования РФ».
- Муниципальный знак отличия «За добросовестную службу» III степени (Постановление Оренбургского городского Совета от 29.12.2003).
- Юбилейный Знак «Президентской программы подготовки управленческих кадров для организации народного хозяйства Российской Федерации» (решение Комиссии по организации подготовки управленческих кадров для организации народного хозяйства Российской Федерации; Протокол № 14 от 20.07.2001 г.).
- Юбилейная медаль «В память 270-летия основания города Оренбурга» (Постановление Главы города Оренбурга от 18.08.2013 № 181).
- Почётное звание общественного признания «Лучший педагог России» (удостоверение № 25 от 23 апреля 2011 г.
- Орден им. А. С. Макаренко (национальная академия общественного признания заслуг и достижение граждан № 25 от 23 апреля 2011 г.)
- Почетная грамота Министерства экономического развития и торговли Российской Федерации — за отличные показатели в работе по реализации Государственного плана подготовки управленческих кадров для организации народного хозяйства Российской Федерации.
- Диплом лауреата премии Правительства Оренбургской области в сфере науки и техники за цикл работ по изучению российского образования вследствие реформ конца XX века (февраль 2007).
- Ветеран труда (правительство Оренбургской области. 25 августа 2014 г.)

## Патенты
- Способ устранения химического поражения печени живого организма (RU 2487733): A61M16/06 — дыхательные или наркозные маски
- Способ и установка для нормобарической гипоксической и, или гипероксической терапии (RU 2420326): A61M16/12 — путём смешивания различных газов